# Гайдукевич, Виктор Францевич
Ви́ктор Фра́нцевич Гайдуке́вич (12 (25) ноября 1904, Санкт-Петербург [или Троки]) — 9 октября 1966, Керчь) — советский археолог польского происхождения, специалист в области античной археологии, доктор исторических наук, профессор Ленинградского университета. Основной темой своих исследований В. Ф. Гайдукевич избрал историю и историю культуры античных государств Причерноморья. Известен как исследователь боспорских «малых» городов.

## Биография
Родился 12 ноября (по старому стилю) 1904 года в семье польского врача Франца Иосифовича Гайдукевича (?—1940), выходца из Виленской губернии и Марии Ивановны Гайдукевич (в дев. Сапоровской [?—1928]) — из Ковенской губернии. В Санкт-Петербург отец переехал в конце XIX века, где работал врачом, в советское время — в Выборгской районной поликлинике Ленинграда; мать — домохозяйка. Вся жизнь В. Ф. Гайдукевича была связана с Ленинградом, где он проживал на улице Мичуринской (бывшая 2-я улица Деревенской Бедноты) в доме № 9. Виктор Францевич был женат на Валентине Ивановне (в дев. Даниловой); в 1937 году у них родился сын Владислав.
Окончив Петроградскую трудовую школу Виктор Францевич Гайдукевич в 1923 году поступил в Петроградский государственный университет на археологическое отделение факультета языкознания и истории материальной культуры (по другим источникам на археологическое отделение факультета общественных наук). Одновременно с учёбой в университете работал лектором-экскурсоводом в экскурсионно–лекторской базе Ленинградского Губполитпросвета, водил экскурсии по Эрмитажу, Шереметьевскому и Аничкову дворцам и другим памятным местам города. Летом 1926 года в Херсонесе состоялась его первая археологическая практика под руководством профессора К. Э. Гриневича — первого советского директора Херсонесского историко-археологического музея. В следующем 1927 году Виктор Гайдукевич принял  участие уже в раскопках памятников на Керченском полуострове. После окончания университета, в 1928 году, в течение двух лет работал научным сотрудником I разряда и хранителем музея в Керченском археологическом музее.
В 1930 году был зачислен в аспирантуру Ленинградского историко-лингвистического института (ЛИЛИ). В институте Виктор Францевич представил свою первую научную работу «К вопросу об истории феодального Херсонеса (Мнимая базилика Леонтия)». Руководителем аспирантуры В. Гайдукевича был О. Ф. Вальдгауэр. В 1932 году, после окончания аспирантуры, молодой исследователь античной культуры был принят научным сотрудником I разряда в сектор Северного Причерноморья Государственной академии истории материальной культуры (ГАИМК). В первые годы работы в ГАИМКа его исследовательской деятельностью руководил С. А. Жебелёв. С 1932 года и до своей смерти Виктор Францевич трудился в Ленинградском отделении Института археологии АН СССР научным сотрудником, а с 1946 года — заведующим сектором античной археологии. Одновременно, с 1938 года, преподавал в Ленинградском университете на археологическом отделении, руководил подготовкой аспирантов, специализировавшихся по античной археологии.
В 1933 году в Керчи начала свою работу объединённая экспедиция ГАИМК и Государственного (московского) музея изобразительных искусств. Во главе экспедиции встал действительный член академии О. О. Крюгер. В 1934 году открытый лист на проведение работ был выписан на имя Л. М. Славина. Виктор Гайдукевич стал руководителем экспедиции в 1935 году, до этого отвечавший за проведение работ на территории античного Мирмекия. Официальное название «Боспорская» — экспедиция получила в 1938 году. Экспедиция в то время состояла из трёх отрядов: Мирмикейского (руководитель сам В. Ф. Гайдукевич), Тиритакского (рук. Ю. Ю. Марти), Фанагорийского (рук. В. Д. Блаватский). 28 июня 1938 года по решению Учёного совета ЛГУ В. Ф. Гайдукевичу была присвоена учёная степень кандидата исторических наук (без защиты диссертации). 4 февраля 1941 года Виктор Францевич был принят в состав Учёного совета ИИМК.
В годы Великой Отечественной войны Виктор Францевич участвовал в строительстве оборонительных сооружений под Новгородом, Гатчиной, на Пороховых, состоял в команде ПВО при институте ИИМК. Из блокированного города по постановлению правительства В. Ф. Гайдукевич вместе с женой и сыном 19 декабря 1941 года был эвакуирован на самолёте. Сначала был направлен в Казань, затем в Ташкент, где была создана Ташкентская группа ИИМК АН СССР. Здесь Виктор Францевич был назначен временно исполняющим обязанности заведующего Сектором Северного Причерноморья. С 1942 года он работал по теме «Агрикультура Средней Азии в древности», был назначен начальником археологической экспедиции в районе строительства Фархадской ГЭС, где в 1943—1944 годах проводились исследования могильника и замка. В результате был получен богатый материал по древней истории средней Азии. За эту работу учёный дважды награждался премией Президиума АН СССР. 18 мая 1945 года возвратился из эвакуации в Ленинград. 10 июня того же года был награждён орденом «Знак Почёта» и медалью «За доблестный труд в Великой Отечественной войне 1941—1945 гг.». Вторым орденом «Знак Почёта» был награждён в 1954 году «за выслугу лет и безупречную работу». В 1949 году было опубликовано фундаментальное исследование Виктора Францевича «Боспорское царство». 1 марта 1950 года В. Ф. Гайдукевич успешно защитил докторскую диссертацию, а 28 ноября 1953 года был утверждён в звании профессора. Был членом редколлегий различных археологических изданий СССР. С 1956 по 1958 год В. Ф. Гайдукевич возглавлял совместную Советско-Польскую Боспорскую археологическую экспедицию, которая провела два раскопочных сезона на Мирмекии.
В 1962 году Виктор Францевич перенёс инфаркт, после которого он уже не смог полностью поправиться. Несмотря на это, учёный не прекращал напряжённо трудиться; продолжал руководить полевыми работами Боспорской экспедиции, читал лекции в Ленинградском университете. В 1966 году он выехал в свою последнюю экспедицию. 9 октября при раскопках на городище Пантикапей в результате сердечного приступа он скончался. 12 октября его тело было доставлено самолётом из Керчи в Ленинград. На следующий день В. Ф. Гайдукевич был похоронен на 10-м участке Серафимовского кладбища Ленинграда в могиле своих родителей.

## Некоторые работы
Виктор Францевич Гайдукевич — автор ряда важных научных работ по вопросам греческой колонизации и истории Северного Причерноморья в античную эпоху. Ему принадлежит более 100 научных работ — монографий, учебников, справочников, в том числе:

| - Античные керамические обжигательные печи. (По раскопкам в Керчи и Фанагории в 1929—1931 гг.) // Известия ГАИМК. 1934. Вып. 80. - Строительные керамические материалы Боспора. Боспорские черепицы. Известия ГАИМК. 1934. Вып. 104. - Боспорские города Тиритака и Мирмекий на Керченском полуострове. (По раскопкам 1932—1936 гг.) // Вестник древней истории. 1937. № 1. С. 216—239. - Раскопки Северной и Западной частей Мирмекия в 1934 г. // МИА. 1941. № 4. (в соавторстве). - Академик Сергей Александрович Жебелёв как исследователь Северного Причерноморья // СА. 1941. Т. VII. | - Раскопки Тиритаки и Мирмекия // КСИИМК. 1947. Вып. XXI. С. 89—91. - Боспорское царство. Москва. 1949. - Боспорский город Илурат // СА. 1950. Вып. XIII С. 173—204. - История античных городов Северного Причерноморья. Москва. 1955. - Илурат: итоги археологических исследований 1948—1953 гг. // Материалы и исследования по археологии СССР. 1958. Т. 85. С. 9—148. - Мирмекий. Советские раскопки в 1956 г. (Советско-польские раскопки Мирмекия). Варшава. 1959. - Из истории Боспора во II в. н. э. // Древний мир: сборник статей в честь академика В. В. Струве. Москва. Издательство восточной литературы. 1962. С. 485—489. | - Мирмекийские зольники-эсхары // КСИА. Вып. 103. С. 28—37. - О скифском восстании на Боспоре в конце II в. до н. э. // Античное общество. Москва. 1967. С. 17—22. - Gajdukevič V.F. Das Bosporanische Reich. Berlin, 1972. - Боспорские города. Ленинград. 1981. - Античные города Боспора. Мирмекий. Ленинград. Наука. 1987. (в соавторстве). |